# Боевая улица (Феодосия)
Боевая улица, улица имени 383-й Феодосийской шахтерской стрелковой дивизии, ранее улица Верхняя Институтская — улица в Федосии, проходит от улицы Володарского до улицы Генерала Горбачёва, за которой имеет продолжением улицу Федько.

## История
В 1858 году в Феодосии было открыто Халибовское армянское училище. С 1874 года в здании училища разместился Учительский институт, отчего улица получила название Верхняя Институтская. В 1915 году здание сгорело в пожаре.
Современное название улица получила в 1920-х годах, сразу после разгрома войск Русской армии Врангеля. В районе улицы во время прикрытия Крымской эвакуации шли бои между «красными» и «белыми».
После Великой Отечественной войны до конца 1970-х годов на месте Учительского института располагалось городское овощехранилище.
В 1984 году улицу официально переименовали в честь 383-й Феодосийской шахтерской стрелковой дивизии, освободившую Феодосию от немецко-фашистских оккупантов, однако улица по-прежнему сохраняет название Боевая.
В 2006 году у выхода улицы к пересечению с улицами Генерала Горбачёва и Карла Маркса открыли памятник ликвидаторам Чернобыльской аварии.

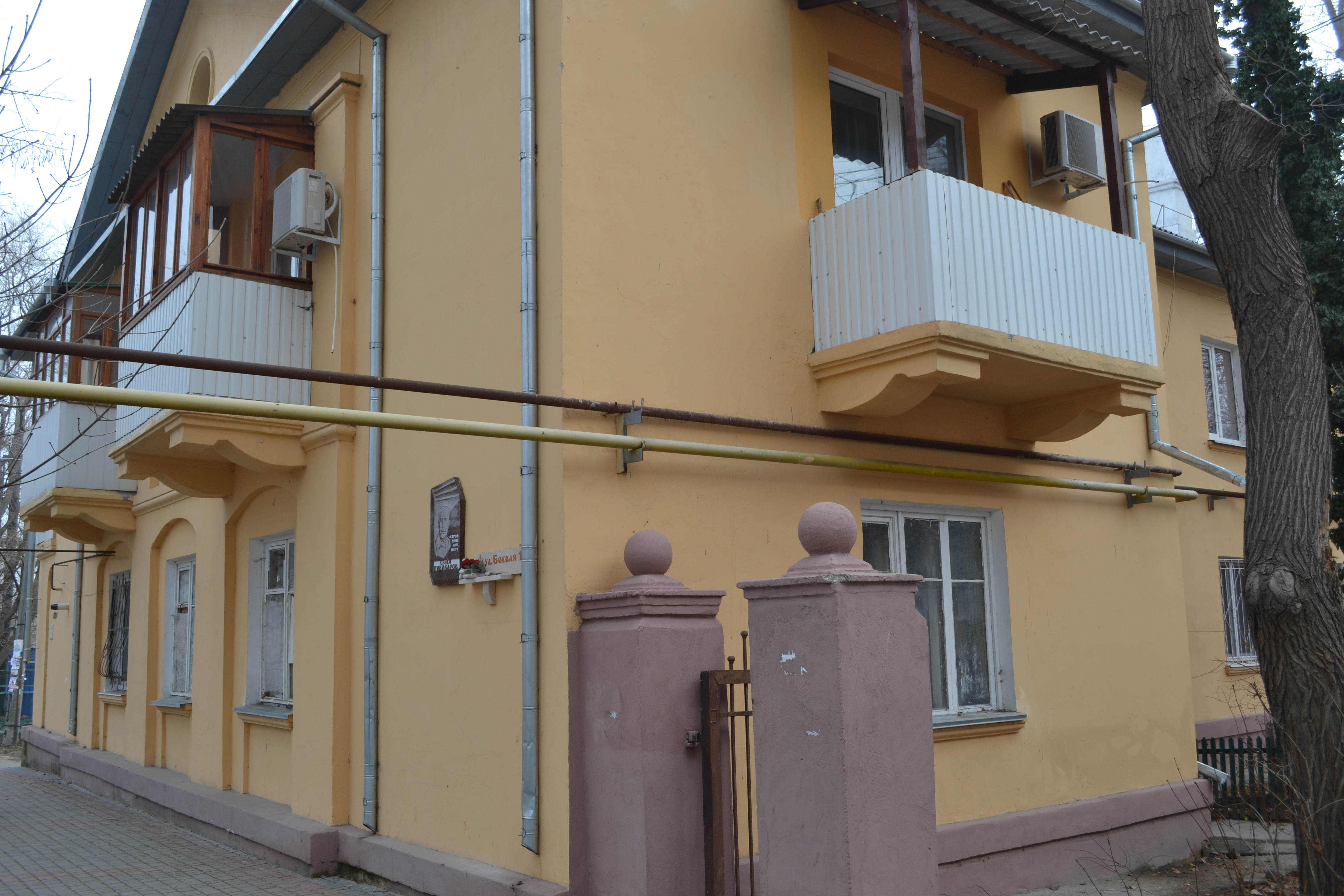
Д. 1, где проживал С. М. Пивоваров
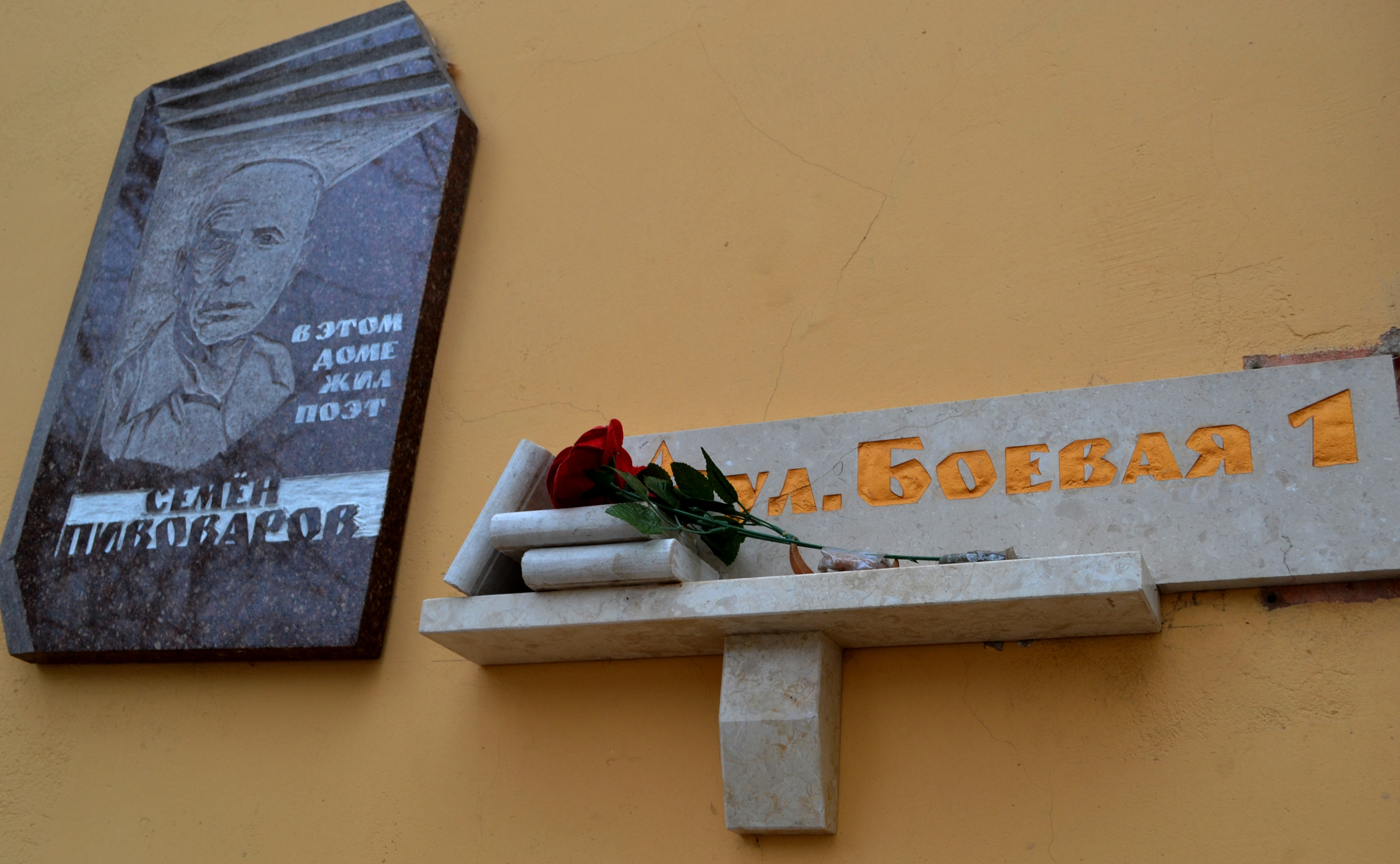
Мемориальная доска в честь Семёна Пивоварова, художник Сергей Удрис, скульптор Дмитрий Рябоконь
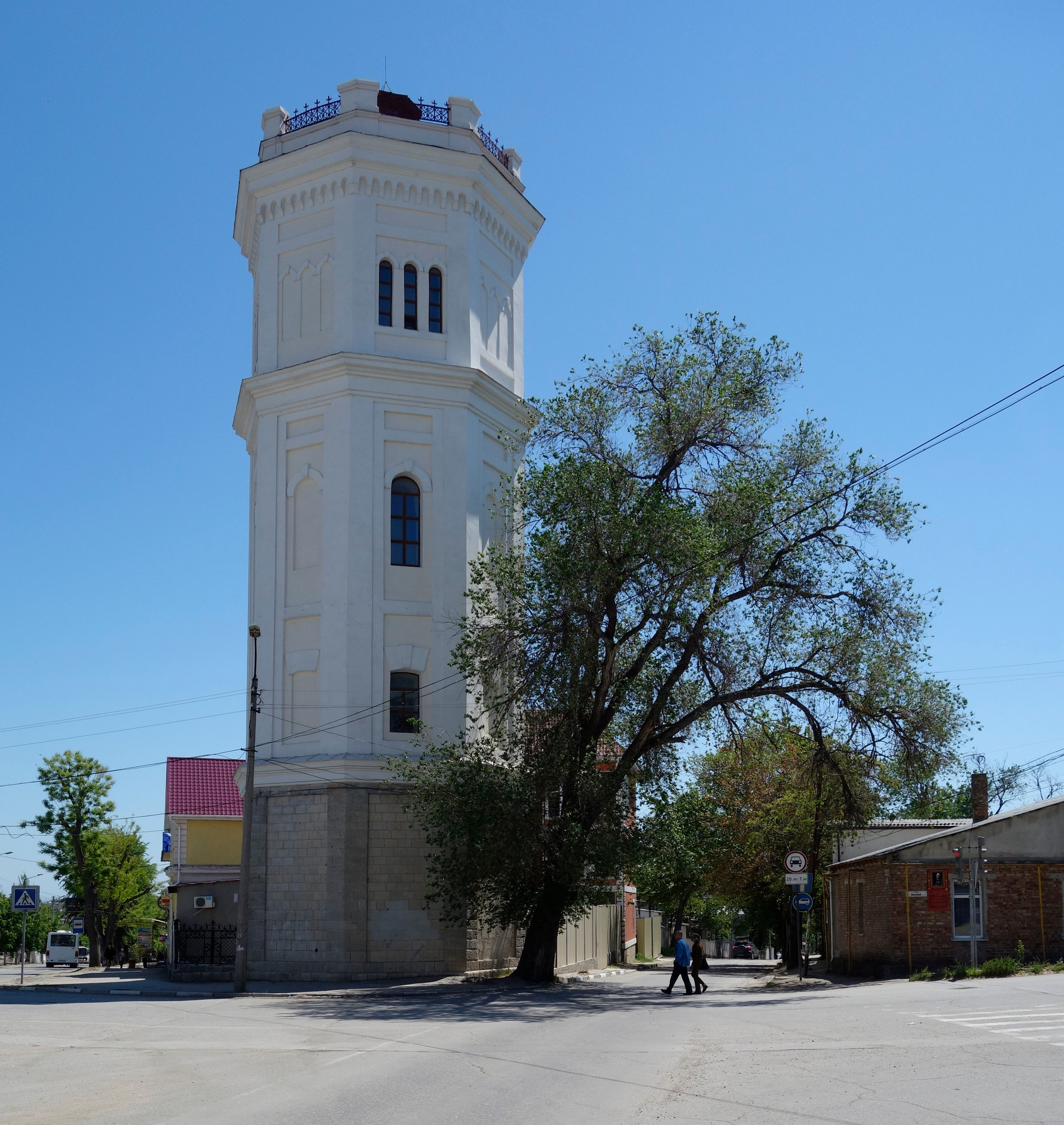
Д. 11 / 77А Водонапорная башня «Белый бассейн»

## Достопримечательности
- д. 11 (/ д. 77А Русская улица) — Водонапорная башня «Белый Бассейн»,  Объект культурного наследия народов РФ регионального значения. Рег. № 911710936200005 (ЕГРОКН)

## Известные жители
- д. 1 — поэт и писатель С. М. Пивоваров (мемориальная доска)[2]